# Boyd Alexander
Boyd Alexander (Cranbrook, Kent, 1873. január 16. – Csád, 1910. április 2.) a brit hadsereg tisztviselője, felfedező és ornitológus. Zoológiai szakmunkákban nevének rövidítése: „Alexander”.

## Élete
Alexander egy brit katonatiszt, Boyd Francis Alexander alezredes legidősebb fiaként született; anyai ágon a nagyapja volt David Wilson, az egyik leghíresebb indiai szálloda, a kalkuttai Great Eastern Hotel alapítója. Tanulmányait részben Radley, részben Sandhurst településeken végezte, majd hivatásos katonaként helyezkedett el; a századforduló körüli években a brit hadsereg többféle egységénél is szolgált.
Hadnagyi rangban kapott lehetőséget egy expedíción történő részvételre, melynek során keresztülutazhatta Afrikát a Niger folyótól a Nílusig, elsősorban a Csád-tó környékét kutatva. Az utazásra többek között egyik bátyja, G. B. Gosling kapitány és José Lopes kísérte el. 1904 februárjában indultak el a Niger torkolatától, a folyásirány mentén haladva egészen a nigériai Lokoja városáig. Claud az út folyamán hastífuszt kapott és elhunyt, így a Csád-tó környékét Boyd és Gosling már nélküle járták be. 1906 júniusában Gosling is meghalt a mai Kongói Demokratikus Köztársaságban található Niangarában, maláriás eredetű megbetegedésben. Boyd a Kibali folyó folyását követve jutott el a Nílusig, amit az év vége felé ért el, majd 1907 februárjában visszatért Angliába. Útibeszámolóját még ugyanabban az évben publikálta, From The Niger To The Nile (A Nigertől a Nílusig) címmel; hároméves expedícióját a Királyi Földtudományi Társulat a szervezet arany érmének átadásával ismerte el.
1909-ben Lopesszel együtt visszatért Afrikába, meglátogatták Claud sírját Maifoni településen, majd onnan továbbindultak Ouadai felé. Nyeri közelében azonban Alexander vitába keveredett a helyiekkel, akik megölték. Holttestét francia katonák fedezték fel, ők hantolták el bátyja maifoni sírhelye mellett.
Boyd Alexander tagja volt a Londoni Zoológiai Társaságnak, a természettudomány elsősorban ornitológusként tartja számon. 